# Canned Beef
Canned Beef o també Monument a la Comunitat Internacional dels ciutadans agraïts de Sarajevo és una escultura pública de Sarajevo (Bòsnia i Hercegovina) que representa carn de vedell enllandada. És obra de l'escultor contemporani de postguerra i músic bosnià Nebojša Šerić Šoba i té com a finalitat mostrar-se com a monument satíric i de retret polític contra la precària ajuda humanitària prestada per la Unió Europea i per l'Organització de les Nacions Unides durant el setge de Sarajevo, en la guerra de Bòsnia.
Representa la coneguda com a carn «ICAR», l'aliment enllandat, molt sovint caducat i que es va arribar a repartir de manera habitual en la ciutat com a sobrant d'altres conflictes armats des de feia diverses dècades —també als habitants musulmans que no en podien menjar. La seua qualitat era tan precària i insalubre que s'ha documentat popularment que ni els animals el volien menjar, fet que l'obra (restaurada en 2022) presenta amb una subversió contra la pretesa gratitud del marc mental colonialista.

## Descripció
L'escultura Canned Beef mostra una rèplica augmentada d'un metre d'alçada d'una llanda de carn de vedell, feta d'acer pintat i incrustada sobre un pedestal de marbre. Fon inaugurada el 6 d'abril de 2007 per l'autor, Nebojša Šerić Šoba, i es troba en un camí a peu que transcorre darrere del Museu Històric de Bòsnia i Hercegovina fins al riu Miljacka.
El frontal de la llanda, de color daurat i amb una bandera d'Europa ben grossa, mostra només el text en majúscules i en anglés «Canned Beef» (en valencià, 'Vedella enllandada'). En la seua part posterior, reproduïx el text íntegre en majúscules i en anglés i en italià d'una llanda original enviada com a material d'ajuda humanitària en la dècada del 1990:
| (anglès) Canned Beef Net weight: 340 g Best before date printed on the bottom Produced and manufactured by: icar Spa Head office and factory Vialle delle Scienze, 1 - Rieti (Italy) Ingredients: Beef meat, broth, salt, natural flavours, Preservative: Sodium nitrite. | (italià) Carne bovina in scatola Peso netto: 340 g Da consumarsi preferibilmente entro: vedi data sul fondo Prodotto da: icar Spa - Vialle delle Scienze, 1 - Rieti (Italy) Ingredienti: carni bovine, brodo, sale, aromi naturali, Conservante: sodio nitrito. | (català) Vedella enllandada Pes net: 340 g Consumiu preferentment abans de: vegeu la data davall la llanda Produït per: icar Spa - Vialle delle Scienze, 1 - Rieti (Itàlia) Ingredients: carn de vedell, brou, sal, aromes naturals, Conservants: nitrit de sodi. |

En la part lateral, endemés, s'hi observa el logotip de l'empresa alimentària italiana Icar (hui pertanyent a la coneguda companyia de carns enllandades Inalca) i el codi de traçabilitat «Repubblica Italiana 236-L CEE» i, enquadrat, el logotip del Programa Mundial d'Aliments de les Nacions Unides i el seu nom en anglés, «World Food Programme».
El pedestal, en darrer lloc, conté una inscripció de crítica satírica i gravada en bosnià, també en majúscules: 
| (bosnià) Spomenik Medunarodnoj Zajednici Zahvalni gradani sarajeva | (català) Monument a la Comunitat Internacional Els ciutadans agraïts de Sarajevo |

El juliol de 2022, després d'haver quedat vandalitzada amb grafits, descuidada i amb la pintura pelada, es va dur a terme una restauració de l'obra, que va recuperar l'aspecte de la llanda i les seues inscripcions; fon encapçalada per l'escultor local Dino Tozo. Les tasques d'adequació van ser celebrades amb una cerimònia amb motiu del 25é aniversari del Centre de Promoció de la Societat Civil (en bosnià, Centra za promociju civilnog društva; CPCD) i amb el suport del consistori municipal i de l'Acadèmia de Belles Arts (Akademije likovnih umjetnosti).

## Context i crítica social
Tot i que el monument lluïx un peu que en principi sembla d'agraïment, té com a objectiu la crítica explícita i àcida per la pírrica ajuda humanitària i el poc suport bèl·lic que van patir els ciutadans de la ciutat durant els quasi quatre anys que es va allargar el setge de Sarajevo.
El model escultòric de llanda és un dels tres tipus de carn «Icar» en conserva que es varen repartir durant eixe conflicte armat. Descrita per la seua ferum i mal sabor, moltes de les unitats repartides eren excedents de la guerra del Vietnam i ja estaven caducades des de feia més de vint anys. Per si allò no fora ja prou objecte de sentiment de menyspreu social per a la població assetjada, sovint eixos pots també contenien carn de porc, una vianda religiosament no apta per a la població autòctona musulmana del país, que era gairebé la meitat de l'urbs. Un descuit que és encara recordat com a insult per a les generacions que van patir els fets, en què van morir 10.000 persones a la mateixa Sarajevo.
Des de la seua erecció en 2007 com a ridiculització del suport europeu i mundial per haver-los embargat les armes i alhora proveir-los de menjar enllandat i caducat, es considera que este monument definix amb precisió i simplisme la impotència i el mal record de la carn «ICAR» (de vegades, recollida com a «Icar» o «Ikar») en la memòria històrica de la ciutat. Algunes voltes documentat com a part d'una llegenda urbana, però, d'altres, recollit segons diversos testimonis del setge, es diu que era «tan fastigós com el menjar de gos», però que ni tan sols els animals de companyia o els ferals menjaven la carn de les llandes, sinó que la rebutjaven. Àdhuc es diu d'eixe aliment que hi havia veterinaris que recomanaven no donar-lo a les mascotes i que algunes havien emmalaltit de menjar-lo. Altres habitants havien arribat a afirmar, preguntats per l'escultura, que «en cas d'un altre setge, abans preferisc morir que denigrar-me menjant ICAR». En molts casos, diversos supervivents i veïns que la recorden amb odi i escaramells, sostenen que es veieren forçats a consumir-la, a contracor, atesa la seua delicada situació de fam.
L'escultura i eixa carn, ambdues tractades en diverses obres acadèmiques, simbolitza «la relació entre els actors polítics internacionals i la gent de Sarajevo de mitjan 1990 —una relació de poder desigual que només es pot segellar amb cinisme i humor negre». Ha estat descrita per crítics d'art com «una exhibició modesta» i «apolítica, que no podria fer ningú i sense ideologia» per expressar la dificultat, d'una obra irreverent d'aquestes característiques, a l'hora de representar el memorial d'un conflicte armat. Alhora, es diu que l'obra aconseguix subvertir la tradicional visió colonial d'estar agraït per l'ajuda internacional remarcant el seu rerefons d'incompetència.